# Риверсајд (Ајова)
Риверсајд (енгл. Riverside) град је у америчкој савезној држави Ајова. По попису становништва из 2010. у њему је живело 993 становника.

## Демографија
Према попису становништва из 2010. у граду је живело 993 становника, што је 65 (7,0%) становника више него 2000. године.
| Група             | 2000.       | 2010.       |
| Белци             | 907 (97,7%) | 962 (96,9%) |
| Афроамериканци    | 5 (0,5%)    | 8 (0,8%)    |
| Азијати           | 2 (0,2%)    | 0 (0,0%)    |
| Хиспаноамериканци | 3 (0,3%)    | 12 (1,2%)   |
| Укупно            | 928         | 993         |